# Dennie Damaro
Dennie Damaro (Essen, 20 juni 1971) is een Vlaamse zanger. Zijn repertoire bestaat vooral uit Nederlandstalige schlagers.

## Carrière
Op 16-jarige leeftijd nam Dennie Damaro zijn eerste zanglessen. Een jaar later, in 1988, verscheen zijn eerste single, Crystal chandeliers. In 1992 verkreeg hij bekendheid in Vlaanderen dankzij vier optredens in het televisieprogramma Tien om te zien. Na nog enkele singles bracht Damaro in 1994 zijn debuutalbum Snaren der liefde uit.
De single Immaculata / Alles of niets, geproduceerd door Fred Bekky, werd in 1995 een bescheiden hit in Nederland. In 1996 bereikte Damaro bovendien de Nederlandse tipparade met het nummer Keep on smiling, een Nederlandstalige versie van het origineel van James Lloyd. Het album Mooier dan mooi, dat eind 1996 verscheen, werd geproduceerd door Gaby Dirne.
In 1999 richtte Damaro de cd-firma "Traube Records" op. Daarnaast startte hij in 2001 een eigen artiestenbureau. 
In de Duitse plaats Altenahr nam Damaro in 2007 een dvd op. In hetzelfde jaar was hij actief als presentator van het Nederlandse programma Sterrenpalet en stond hij op de Antwerpse zender ATV centraal in een achtdelige realitysoap.
In 2011 stond Damaro aan de basis van de meidengroep Sugarfree, waarvoor hij ook het management verzorgde. Met groepslid Nathalie Prins kreeg Damaro een relatie en een zoon.
Met Het schlagerlied scoorde Damaro in 2012 een grote hit in de Vlaamse Top 10. Meerdere succesvolle singles volgden, waaronder drie duetten met collega-zanger Paul Severs in 2013. In 2017 nam Damaro een Nederlandstalige versie op van het lied Santa Maria.
In 2018 vierde Dennie Damaro zijn 30-jarige artiestenjubileum en verscheen zijn album Ode aan de keizer van het Vlaamse lied, met daarop covers van liedjes van Will Tura. In navolging hiervan volgt in 2019 een gezamenlijke tournee met Luc Caals, waarbij de oeuvres van Tura en André Hazes aan bod komen.

## Hitnoteringen
| Album met hitnotering(en) in de Vlaamse Ultratop 200 albums | Datum van verschijnen | Datum van binnenkomst | Hoogste positie | Aantal weken | Opmerkingen |
| ----------------------------------------------------------- | --------------------- | --------------------- | --------------- | ------------ | ----------- |
| Schlagers & smartlappen                                     | 2014                  | 29-03-2014            | 144             | 3            |             |
| Extra                                                       | 2014                  | 26-07-2014            | 187             | 3            |             |
| Geluk is niet te koop                                       | 2015                  | 29-08-2015            | 48              | 5            |             |
| Artiest of niet?                                            | 2016                  | 26-11-2016            | 71              | 2            |             |
| Hart van goud                                               | 2017                  | 13-05-2017            | 49              | 5            |             |
| Ode aan de keizer van het Vlaamse lied                      | 2018                  | 29-09-2018            | 78              | 2            |             |

| Single met hitnotering(en) in de Vlaamse Ultratop 50 | Datum van verschijnen | Datum van binnenkomst | Hoogste positie | Aantal weken | Opmerkingen                                           |
| ---------------------------------------------------- | --------------------- | --------------------- | --------------- | ------------ | ----------------------------------------------------- |
| Het schlagerlied                                     | 2012                  | 31-03-2012            | tip34           | -            | Nr. 2 in de Vlaamse Top 10                            |
| Donkere ogen                                         | 2012                  | 13-10-2012            | tip51           | -            | Nr. 4 in de Vlaamse Top 10                            |
| Marieke                                              | 2013                  | 23-02-2013            | tip27           | -            | met Paul Severs Nr. 2 in de Vlaamse Top 10            |
| Mooie meisjes                                        | 2013                  | 18-05-2013            | tip33           | -            | met Paul Severs Nr. 9 in de Vlaamse Top 10            |
| 's Nachts na 2'en                                    | 2013                  | 26-10-2013            | tip42           | -            | met Paul Severs Nr. 8 in de Vlaamse Top 10            |
| Alle handen in de lucht                              | 2014                  | 25-01-2014            | tip70           | -            | Nr. 7 in de Vlaamse Top 10                            |
| Sancta Maria                                         | 2014                  | 05-04-2014            | tip37           | -            | Nr. 6 in de Vlaamse Top 10                            |
| Dans nog een laatste keer met mij                    | 2014                  | 13-09-2014            | tip47           | -            | Nr. 23 in de Vlaamse Top 50                           |
| Kleine sneeuwvlok                                    | 2014                  | 06-12-2014            | tip44           | -            | Nr. 21 in de Vlaamse Top 50                           |
| Marina                                               | 2015                  | 31-01-2015            | tip34           | -            | Nr. 12 in de Vlaamse Top 50                           |
| Lieve moeder                                         | 2015                  | 30-05-2015            | tip67           | -            | Nr. 29 in de Vlaamse Top 50                           |
| Ik maak 't gelukkigste meisje van jou                | 2015                  | 05-09-2015            | tip29           | -            | Nr. 15 in de Vlaamse Top 50                           |
| Ga toch                                              | 2016                  | 16-01-2016            | tip             | -            | Nr. 29 in de Vlaamse Top 50                           |
| Ik breng geen bloemen voor je mee                    | 2016                  | 16-04-2016            | tip46           | -            | met Michel Van den Brande Nr. 15 in de Vlaamse Top 50 |
| Marieke doe open                                     | 2016                  | 06-08-2016            | tip45           | -            | Nr. 24 in de Vlaamse Top 50                           |
| 'k Ben Sinterklaas niet                              | 2016                  | 17-12-2016            | tip             | -            | Nr. 41 in de Vlaamse Top 50                           |
| Santa Maria                                          | 2017                  | 04-02-2017            | tip             | -            | Nr. 30 in de Vlaamse Top 50                           |
| Hey m'n jongen                                       | 2017                  | 27-05-2017            | tip             | -            |                                                       |
| Rode rozen schenk ik jou                             | 2017                  | 08-07-2017            | tip             | -            | Nr. 42 in de Vlaamse Top 50                           |
| Hart van goud                                        | 2017                  | 14-10-2017            | tip             | -            | Nr. 35 in de Vlaamse Top 50                           |
| Gevochten en verloren                                | 2017                  | 16-12-2017            | tip             | -            |                                                       |
| Alle sterren aan de hemel                            | 2018                  | 27-01-2018            | tip             | -            | Nr. 42 in de Vlaamse Top 50                           |
| Ga jij maar weer naar die ander                      | 2018                  | 19-05-2018            | tip             | -            |                                                       |
| Ik heb zoveel voor je over                           | 2018                  | 29-09-2018            | tip             | -            |                                                       |
| Twee verliefde ogen                                  | 2018                  | 27-10-2018            | tip             | -            | Nr. 36 in de Vlaamse Top 50                           |
| Wat je diep treft                                    | 2019                  | 02-03-2019            | tip             | -            | Nr. 19 in de Vlaamse Top 50                           |
| Rosanne                                              | 2019                  | 15-06-2019            | tip*            |              |                                                       |

| Single met eventuele hitnotering(en) in de Nederlandse Top 40 | Datum van verschijnen | Datum van binnenkomst | Hoogste positie | Aantal weken | Opmerkingen              |
| ------------------------------------------------------------- | --------------------- | --------------------- | --------------- | ------------ | ------------------------ |
| Immaculata / Alles of niets                                   | 1995                  | -                     | -               | -            | Nr. 45 in de Mega Top 50 |
| Keep on smiling                                               | 1996                  | 25-05-1996            | tip9            | -            |                          |